# بازگشت به مرداب آبی
بازگشت به مرداب آبی (انگلیسی: Return to the Blue Lagoon) فیلمی در ژانر رمانتیک و درام به کارگردانی ویلیام ای. گراهام است که در سال ۱۹۹۱ منتشر شد. از بازیگران آن می‌توان به میلا یوویچ، برایان کراوزه، و لیسا پلیکان اشاره کرد.